# Warszawa (álbum)
Warszawa es un álbum en directo de la banda inglesa de rock progresivo Porcupine Tree, editado en febrero de 2004. Fue grabado en una actuación en la radio polaca Agnieszka Osiecka el 6 de abril de 2001.

## Lista de canciones
1. "Even Less" (Wilson) – 7:36
2. "Slave Called Shiver" (Wilson) – 5:08
3. "Shesmovedon" (Wilson) – 5:21
4. "Last Chance to Evacuate Planet Earth Before It Is Recycled" (Wilson) – 5:01
5. "Lightbulb Sun" (Wilson) – 5:59
6. "Russia on Ice" (Barbieri/Edwin/Maitland/Wilson) – 12:26
7. "Where We Would Be" (Wilson) – 3:40
8. "Hatesong" (Edwin/Wilson) – 8:36
9. "Stop Swimming" (Wilson) – 7:08
10. "Voyage 34" (Wilson/Banton/Jackson/Gerrard/Perry) – 12:37
11. "Signify" (Wilson) – 5:40

- La canción "Tinto Brass" fue también interpretada en esta actuación, pero fue eliminada del disco porque el CD no tenía el espacio suficiente para incluir otra canción más, ya que la banda quería un disco único, y no un doble CD. Sin embargo, esta canción puede descargarse gratis en la tienda en línea de Porcupine Tree.

## Personal
- Steven Wilson - Voz y guitarra
- Richard Barbieri - Teclados
- Colin Edwin - Bajo
- Chris Maitland - Batería
- Adrian Enfield Bance - Mánager de la gira
- Ian Bond - Sonido
- Dave Lights - Iluminación
- Jon Dickens - Técnico de teclados y guitarras
- Pete Podieponk - Técnico de batería
- Piotr Kaczkowski - Introducción
- Lasse Holie - Fotografía de la portada
- Darek Kawka - Fotografías interiores

- Datos: Q1147772